# Sōtai sekai
Sōtai sekai (jap. ソウタイセカイ) – japoński miniserial animowany z 2017, stworzony przez studio Craftar. Reżyserem oraz autorem scenariusza był Yuhei Sakuragi, muzykę skomponował zaś Hidehiro Kawai. Produkcja została wydana przez japońskie Hulu.
Na podstawie serialu powstał w 2019 film pełnometrażowy Ashita Sekai ga Owaru Toshitemo. Produkcja była nominowana do nagrody Najlepszego Filmu Pełnometrażowego na Międzynarodowym Festiwalu Filmów Animowanych w Annecy w 2019.